# Mechanitis doryssides
Mechanitis doryssides är en fjärilsart som beskrevs av Otto Staudinger 1884. Mechanitis doryssides ingår i släktet Mechanitis och familjen praktfjärilar. Inga underarter finns listade i Catalogue of Life.